# Mierzęcice (gemeente)
De gemeente Mierzęcice is een landgemeente in het Poolse woiwodschap Silezië, in powiat Będziński.
De zetel van de gemeente is in Mierzęcice.
Op 30 juni 2004 telde de gemeente 7305 inwoners.

## Oppervlakte gegevens
In 2002 bedroeg de totale oppervlakte van gemeente Mierzęcice 51,27 km², waarvan:
- agrarisch gebied: 67%
- bossen: 15%

De gemeente beslaat 13,93% van de totale oppervlakte van de powiat.

## Demografie
Stand op 30 juni 2004:
| Omschrijving                   | Totaal | Totaal | Vrouwen | Vrouwen | Mannen | Mannen |
| ------------------------------ | ------ | ------ | ------- | ------- | ------ | ------ |
| eenheid                        | aantal | %      | aantal  | %       | aantal | %      |
| inwoners                       | 7305   | 100    | 3748    | 51,3    | 3557   | 48,7   |
| bevolkingsdichtheid (inw./km²) | 142,5  | 142,5  | 73,1    | 73,1    | 69,4   | 69,4   |

In 2002 bedroeg het gemiddelde inkomen per inwoner 1225,88 zł.

## Administratieve plaatsen (sołectwo)
1. Mierzęcice

1. Mierzęcice Osiedle

1. Przeczyce

1. Toporowice

1. Boguchwałowice

1. Nowa Wieś

1. Sadowie

1. Najdziszów

1. Zawada

## Aangrenzende gemeenten
Bobrowniki, Ożarowice, Psary, Siewierz.